# Jeanne Calment

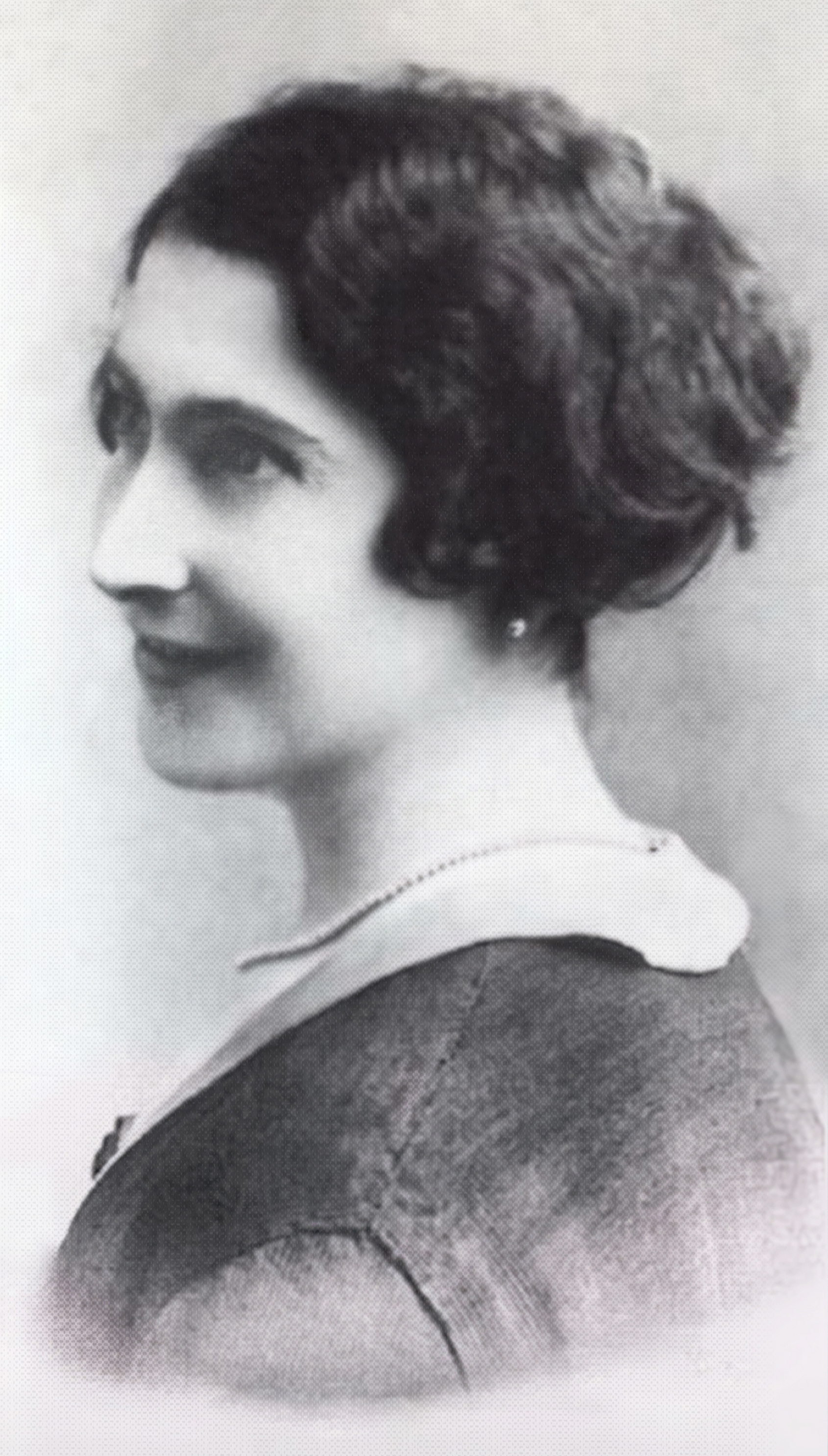
Jeanne Calment um 1915, etwa 40 Jahre alt

Jeanne Louise Calment (* 21. Februar 1875 in Arles; † 4. August 1997 ebenda) war eine französische Altersrekordlerin. Sie hält seit 1991 den Rekord des höchsten erreichten Lebensalters eines Menschen. Sie war der erste Mensch, der erwiesenermaßen sein 117. sowie die jeweils darauf folgenden Lebensjahre bis einschließlich des 122. vollendete.

## Leben

### Herkunft

Jeanne Calments Eltern etwa 1905–1910

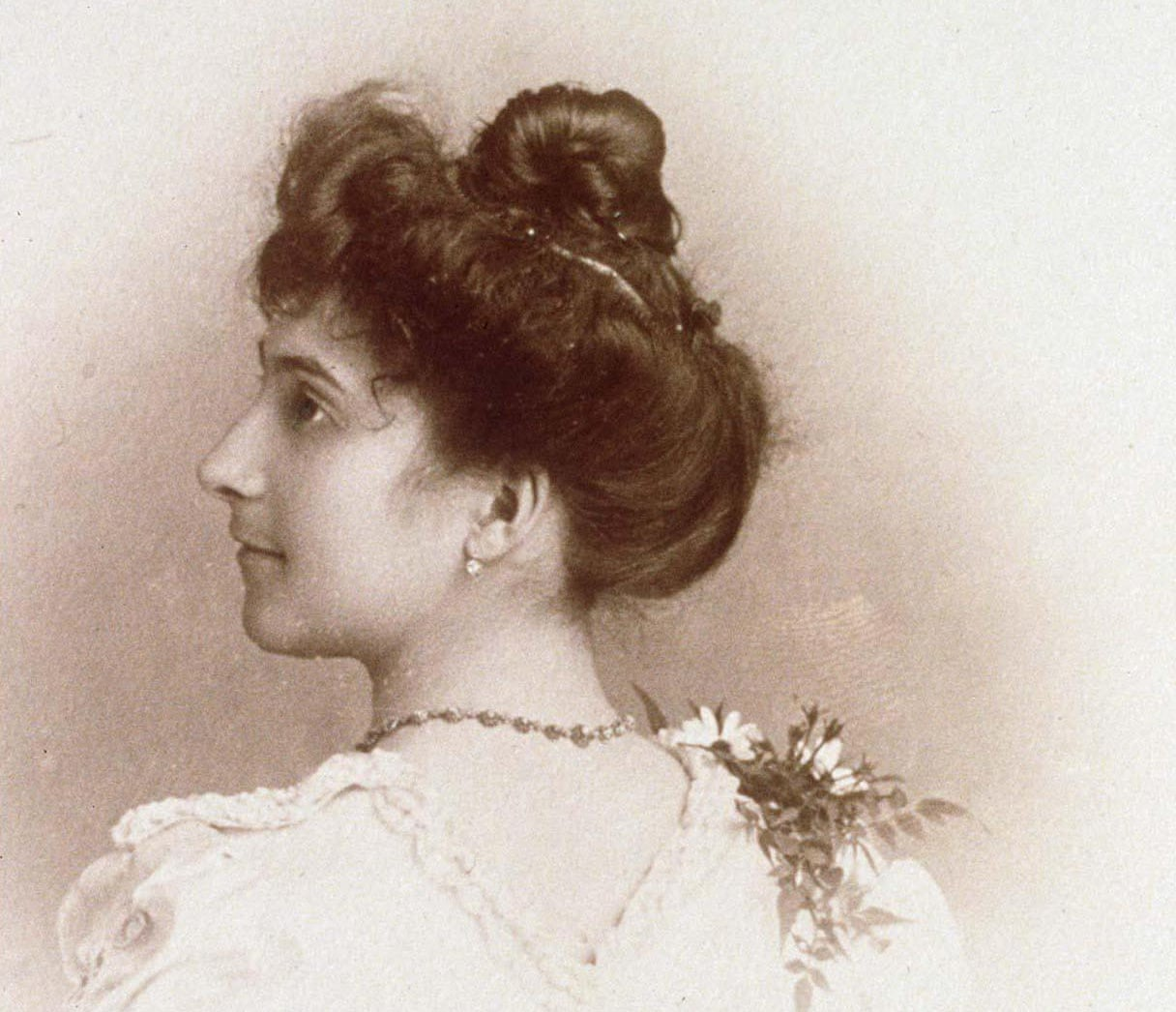
Jeanne Calment um 1895, etwa 20 Jahre alt

Die in Arles geborene Südfranzösin war die Tochter des Schiffbauers Nicolas Calment (10. November 1838 – 28. Januar 1931) und seiner Frau Marguerite Gilles (20. Februar 1838 – 18. September 1924), die einer Müllersfamilie entstammte. Ihr Vater starb im Alter von 92 Jahren, ihre Mutter mit 86 Jahren. Ihr Bruder war François Calment (26. April 1865 – 1. Dezember 1962). Er war Maler und starb im Alter von 97 Jahren im Hospice de Chiavary in Arles, das als Armenkrankenhaus galt. Fast alle von Calments Vorfahren, die rekonstruierbar sind, hatten überdurchschnittlich lang gelebt. Die Familie Calment gehörte zur katholischen Bourgeoisie der Stadt Arles und war dort seit Jahrhunderten nachweisbar.

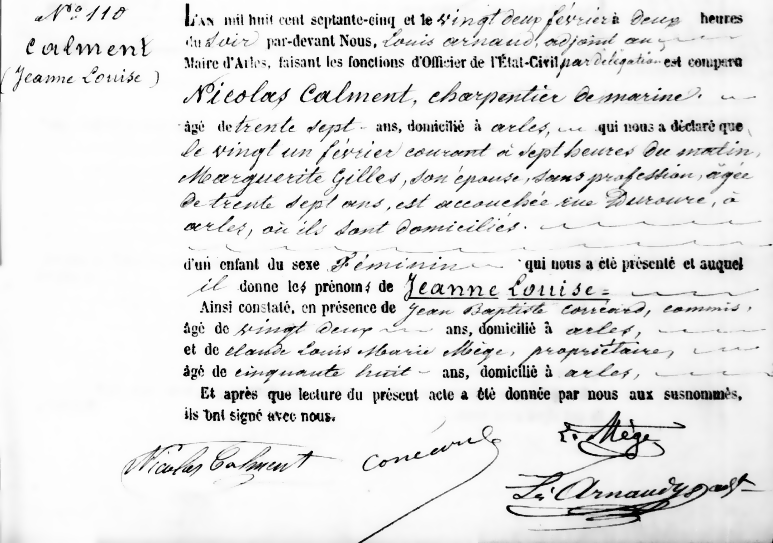
Jeanne Calments Geburtsurkunde

### Ehe, Tochter und Enkel
Jeanne heiratete am 8. April 1896 Fernand Nicolas Calment (2. November 1868 – 2. Oktober 1942), einen Cousin zweiten Grades – ihre Großväter waren Brüder. Er war ein vermögender Ladenbesitzer und versetzte Jeanne Calment in die Lage, nie viel arbeiten zu müssen und Hobbys wie dem Tennissport, Radfahren, Schwimmen, Rollschuhlaufen, Klavierspielen und der Opernkunst nachgehen zu können. Ihr Mann starb 1942 im Alter von 73 Jahren.
Jeanne Calment hatte eine Tochter, Yvonne Marie Nicolle Calment (19. Januar 1898 – 19. Januar 1934). Sie starb im Alter von 36 Jahren an einer Rippenfellentzündung, die sie sich als Folge einer Tuberkulose-Erkrankung zugezogen hatte.
Danach zog Jeanne Calment ihren Enkel Frédéric Jean Paul Billot (23. Dezember 1926 – 13. August 1963) groß. Er wurde später Arzt und kam ebenfalls im Alter von 36 Jahren bei einem Motorradunfall ums Leben.

### Leibrente
1965, zwei Jahre nach dem Tod des Enkels, verkaufte die damals 90-Jährige ihre Wohnung gegen Zahlung einer Leibrente von 2500 Francs pro Monat an den 47-jährigen Rechtsanwalt André-François Raffray. Nach ihrem Tod sollte die Wohnung an Raffray fallen. Raffray erlebte das Ende seiner Zahlungsverpflichtung jedoch nicht. Als er im Dezember 1995 mit 77 Jahren an Krebs starb, musste seine Witwe die Rentenzahlungen fortsetzen. Die rund 900.000 Francs, die er bis dahin gezahlt hatte, entsprachen inzwischen dem doppelten Marktpreis der Wohnung.

### Berühmtheit
Internationale Bekanntheit erlangte sie im Jahr 1988 im Alter von 113 Jahren, als sie im Zuge des Zentenariums des Aufenthaltes von Vincent van Gogh in Arles davon berichtete, wie sie als 14-Jährige im Jahre 1889 dem niederländischen Maler begegnet sei. Dieser habe in einem Geschäft, das ihren zukünftigen Verwandten gehörte und wo sie Verkäuferin war, Malerbedarf gekauft. Calment wusste jedoch nichts Positives über ihn zu berichten: Nach ihren Aussagen stand sie einem schmutzigen, schlecht gekleideten und unhöflichen Menschen gegenüber.
Nach einem Interview sprach ihr das Guinness-Buch der Rekorde den Titel des ältesten lebenden Menschen zu. Kurz darauf wurde dieser jedoch an die US-Amerikanerin Carrie White vergeben, deren angebliche Lebensdaten inzwischen allerdings widerlegt wurden. Nach Whites Tod 1991 erhielt Calment den Titel zurück. Im selben Jahr hatte sie einen Kurzauftritt als sie selbst in dem Film Vincent et moi (Vincent und ich). In einem kurzen Interview sagt sie, Vincent van Gogh sei hässlich gewesen. Es folgten 1995 der Dokumentarfilm Au-delà de 120 ans avec Jeanne Calment (Jenseits der 120 Jahre mit Jeanne Calment) und 1996 die CD Maîtresse du temps (Herrin der Zeit), auf der sie zu Techno-Rhythmen ihre Lebenserinnerungen sprach. Sie tat dies vor allem, um ein paar Kleinbusse für ihr Altersheim finanzieren zu können. Das Altersheim, in dem Calment ihre letzten Lebensjahre verbrachte, trägt heute ihren Namen.
Am 30. März 1991 übertraf ihr Alter das der US-Amerikanerin Easter Wiggins, die nach heutigem Forschungsstand bis dahin den menschlichen Altersrekord gehalten hatte.

### Tod

Grab auf dem Cimetière de Trinquetaille in Arles

Calment starb am 4. August 1997 mit 122 Jahren und 164 Tagen (44.724 Tagen), der bis heute längsten validierten Lebensspanne. Ihr Fall wurde unter allen Supercentenarians am umfassendsten dokumentiert. Sie wurde auf dem Cimetière de Trinquetaille ihrer Heimatstadt Arles beigesetzt.

## Gesundheit
Calment fing mit 85 Jahren das Fechten an und fuhr noch als 100-Jährige Fahrrad. Bis zum Alter von 110 Jahren lebte sie alleine, erst 1985 zog sie in ein Altersheim.
Bei einem Sturz im Alter von 115 Jahren brach sie sich zwei Knochen und war nach einer Operation fortan auf den Rollstuhl angewiesen. Blind und fast taub erlebte Calment ihre letzten Jahre, blieb aber geistig rege. Sie tat nach eigenen Aussagen nie etwas Besonderes, um gesund zu bleiben.
Jeanne Calment war seit 1896 Raucherin und versuchte erst 1992, mit 117 Jahren, mit dem Rauchen aufzuhören, fing jedoch ein Jahr später zunächst wieder damit an. Endgültig hörte sie erst ein weiteres Jahr später, mit nun 119 Jahren, auf. Infolge ihrer Blindheit war sie nicht mehr in der Lage, sich selbst eine Zigarette anzuzünden, und sie hasste es, andere um Hilfe zu bitten. Laut ihrem Arzt spielten also keine gesundheitlichen Aspekte, sondern vielmehr Calments Stolz eine Rolle. Sie selbst führte ihr Alter auf den Genuss von Olivenöl, Knoblauch, Gemüse und Portwein zurück. Laut dem Spiegel war Calments Lieblingsgericht „Aioli mit viel Knoblauchzehen“.
Ihre Körpergröße betrug gegen Ende ihres Lebens 1,37 Meter und ihr Gewicht 39 kg, wobei sie in ihren letzten Lebensjahren an Gewicht verloren hatte.

## Betrugsvorwürfe

Die Tochter Yvonne Calment um 1922 in einem Klosterhof in Arles in örtlicher Tracht

Zwei russische Wissenschaftler, der Mathematiker Nikolai Sak und der Gerontologe Waleri Nowoselow, entwickelten im Jahr 2018 den Verdacht, dass es sich bei Jeanne Calments Altersrekord um einen Betrugsfall handeln könnte, zu einer mit Argumenten ausgebauten These. Sak veröffentlichte dazu im Dezember 2018 ein Preprint bei Researchgate und im Februar 2019 einen Artikel in der Zeitschrift Rejuvenation Research. Er behauptete, Calment sei bereits im Jahr 1934 gestorben. Die 1898 geborene Tochter Yvonne sei damals nicht gestorben, sondern habe die Identität ihrer Mutter angenommen, um die Erbschaftsteuer zu sparen. Als Indizien führte er unter anderem an, dass die Augenfarbe bzw. Körpergröße von Jeanne Calment nicht mit Angaben in offiziellen Dokumenten aus den 1930er-Jahren in Einklang stehe.
Der Mediziner Nowoselow hielt Calments angebliches Alter für nicht plausibel, weil sie problemlos aufrecht sitzen konnte und keine Anzeichen von Demenz zeigte. Michel Vauzelle, ehemals der Bürgermeister von Arles, nannte die Betrugstheorie „komplett unmöglich und lächerlich“. Er verwies darauf, dass Jeanne Calment von zahlreichen Ärzten betreut und überwacht worden sei. Nicolas Brouard, Leiter des französischen Instituts für demografische Studien (INED), sagte hingegen, Saks Arbeit sei ein zusätzliches Argument für Exhumierungen und die Untersuchung der DNA von Jeanne Calment und ihrer Tochter, die Wissenschaftler schon zuvor empfohlen hatten.
Im September 2019 traten Wissenschaftler aus Frankreich, Dänemark und der Schweiz mit einem Beitrag in den Journals of Gerontology Saks These des Identitätstauschs entgegen. Sie hatten demografische Daten der französischen Bevölkerung zweier Jahrgänge ausgewertet: 1875 (Calments Geburtsjahr) und 1903 (der jüngste Jahrgang ohne Überlebende). Als Ergebnis gaben sie bekannt, dass ein Alter von 123 Jahren grundsätzlich möglich sei – und dass statistisch gesehen eine von 10 Millionen hundertjährigen Personen das Alter von Jeanne Calment erreiche. Dass dieser Fall eintritt, sei also möglich, wenn auch sehr unwahrscheinlich. Die Autoren wiesen Saks Betrugsvorwurf mit schon bekannten Argumenten zurück, die nicht Gegenstand ihrer demografisch-statistischen Studie waren: Jeanne Calments Alter sei aufgrund zahlreicher Dokumente und Nachprüfungen außerordentlich gut belegt und konkrete Anhaltspunkte für einen Betrug seien nie aufgetaucht; zum anderen sei die Familie Calment in Arles so gut bekannt gewesen, dass es der Tochter nicht möglich gewesen sei, unbemerkt die Identität der Mutter zu übernehmen. Die Autoren warfen Sak schwere methodische Mängel vor. Sein Artikel hätte niemals veröffentlicht werden dürfen und solle offiziell zurückgezogen werden.
In einer ausführlichen Reportage im New Yorker kam Lauren Collins im Jahr 2020 zu dem Schluss, dass die Theorie mit dem Identitätswechsel der Tochter im Jahr 1934 nicht glaubhaft sei, weil zu viele Personen bei dem Betrug hätten mitspielen müssen: zahlreiche Trauergäste, der Priester, der damals 7-jährige Sohn der Tochter, zwei Notare und letztendlich die ganze Stadt Arles.